# Großsölk
Großsölk är en ort i kommunen Sölk i distriktet Liezen i förbundslandet Steiermark i Österrike. Großsölk var tidigare en självständig kommun, men blev den 1 januari 2015 en del av den nybildade kommunen Sölk.